# アンソニー・ストーバー
Anthony Stover（アンソニー・ストーバー、1990年6月1日 - ）は、アメリカ合衆国のバスケットボール選手である。ポジションはセンター。

## 来歴
UCLA大学では2010-11、2011-12の2シーズンで計59試合に出場。卒業後、2012-13シーズンはロサンゼルス・ディーフェンダーズに所属して25試合に出場した。
2013年9月、東京サンレーヴスに入団。bjリーグ 2013-14シーズンのレギュラーシーズン全52試合に出場し、1試合平均でブロックショット2.9本をマークして最多ブロックショット賞のタイトルを獲得した。

## 経歴
- UCLA大学 - ロサンゼルス・ディーフェンダーズ（NBADL） - 東京サンレーヴス（2013-2014 bjリーグ）